# MAHKU
MAHKU - Movimento dos Artistas Huni Kuin es un colectivo compuesto por artistas e investigadores Huni Kuin, un pueblo indígena que habita en la Amazonia brasileña, entre el estado de Acre y Perú. Los orígenes del grupo están vinculados a las investigaciones de Ibã Sales Huni Kuin sobre los Huni Meka, cantos de ayahuasca en el idioma Hãtxa Kuin. Los artistas buscan transformar y crear puentes con los no indígenas a través de murales, dibujos y pinturas, construyendo alianzas y fortaleciendo sus propias estrategias de autonomía.
MAHKU está constituido por el fundador Ibã Huni Kuin, Acelino Huni Kuin, Ayani Huni Kuin, Bane Huni Kuin, Batani Huni Kuin, Cleudo Huni Kuin, Nawa Ibã Neto Huni Kuin, Kássia Borges Karajá, Isaka Huni Kuin, Leone Huni Kuin, Maná Huni Kuin, Rare Huni Kuin, Rita Huni Kuin, Tene Huni Kuin y Yaka Huni Kuin, y están representados por la galería Carmo Johnson Projects desde 2021.

## Obra
Muchas de las obras de MAHKU son traducciones visuales e interpretaciones de los cánticos Huni Meka, conocimientos tradicionales que acompañan los rituales Nixi Pae utilizando ayahuasca, un té compuesto de vegetación amazónica con potencial alucinógeno, utilizado durante siglos por diversas tribus sudamericanas.
En la iconografía de MAHKU, el área de incertidumbre entre los sueños y los mitos a menudo se representa a través de marcos geométricos que se adaptan según la estructura y las imágenes de la obra de arte, lo que garantiza la libre expresión y la autonomía dentro de una historia no lineal. Dentro del perímetro de la Miração (visión), no hay jerarquías entre los seres representados, pues el umbral entre abstracción y figuración pierde todo significado. Lo que encontramos es el resultado de un proceso de imagen, fruto del diálogo y aprendizaje entre los implicados, cuyo fin último es la sanación, tanto para el artista como para el observador que lo interpreta, permitiendo una experiencia espiritual.
El colectivo busca construir puentes entre los mundos indígenas y no indígenas, entre lo visible y lo invisible. Al participar en exposiciones, el grupo ha encontrado caminos sostenibles para extender el estilo de vida tradicional, poniendo en movimiento caimanes, serpientes y "bebida de la vid", difundiendo así sus mitos, historias y arte.

## Trayectoria
A principios de la década de 2000, los líderes del pueblo Huni Kuin, especialmente Ibã, comenzaron a realizar talleres para traducir los cantos, mitos y prácticas de Huni Kuin en dibujos, con la participación de su hijo Bane, su sobrino Acelino y su familiar Maná.
En 2012, Ibã, junto con el antropólogo Amilton Pelegrino de Mattos, profesor de la Universidad Federal de Acre, decidieron que el trabajo del colectivo tenía medios para expandirse fuera de Acre, creando un blog para divulgar la cultura indígena al público general, no limitado a otros antropólogos. Ese mismo año, el blog llegó al curador y antropólogo Bruce Albert y al director artístico Hervé Chandès de la Fundación Cartier, quienes les invitaron a participar en Histoires de voir, Show and Tell.
MAHKU se fundó oficialmente en 2013, tras la celebración de varios talleres universitarios de dibujo en la región del alto Río Jordão de Brasil, cerca de la frontera con Perú.
La obra de MAHKU fue seleccionada en 2014 para la exposición Made by... Feito por brasileiro, curado por Marc Pottier, en el antiguo Hospital Matarazzo de São Paulo. Ibã, Bane e Isaka pintaron paneles en las paredes de tres salas y, al final del evento, vendieron su primera pieza, un lienzo de 5 m. Las ganancias de esta venta se invirtieron en la compra de las primeras 125 acres de tierra. Desde entonces se han vendido unas 15 obras, pero de menor tamaño y valor, y se han comprado más terrenos.
El colectivo lanzó en el 35º Panorama da Arte Brasileira de 2017, el Projeto Parede Ibã Huni Kuin (Isaías Sales), quien es un txana, maestro de cantos en la tradición del pueblo Huni Kuin, curado por Luiz Camillo Osorio. Esto condujo a la creación del proyecto Espírito da Floresta, curado por Ibã y su hijo, que explora el imaginario de Huni Kuin a través de una narración poco ortodoxa teniendo en cuenta los parámetros occidentales.
En 2018 se realizó la exposición Através da poética do MAHKU con los artistas Ibã y Bane. Curadas por Roberta Paredes y Pelegrino, las obras expuestas en la Galería de Artes de la Universidad Federal del Amazonas formaron parte de la colección del proyecto Espírito da Floresta.
Presentaron en 2020, la exposición Vaivém, en el Centro Cultural del Banco de Brasil, en Belo Horizonte, comisariada por Raphael Fonseca. El lienzo producido se inspiró en el concepto del tema central de la exposición: que los pueblos emergen de redes sociales intrincadas, que los ciclos de vida y muerte ocurren en dichas redes y que su existencia permite la supervivencia de las tradiciones, ya que la cultura amerindia se cuenta a través de redes de narraciones, que actúan como una piedra angular social.
A partir de 2021, Carmo Johnson Projects Gallery comenzó a representar a MAHKU, exhibiendo sus trabajos en la exposición Everything is Tudo é Perigoso, divino e maravilhoso, curada por Daniel Dinato. La manifestación buscó entablar un diálogo entre la representación colectiva de la fuerza ancestral en mitos y cantos con el imaginario híbrido de bestias y paisajes tropicales de Bruno Novelli.
En 2022 lanzaron la exposición Cantos de Imagens, curada por Ibã y Dinato y coproducida entre Casa de Cultura do Parque y Carmo Johnson Projects, en la que las pinturas y la instalación se complementaron con la experiencia de los cánticos Huni Meka, demostrados en vivo durante el evento. Más tarde ese año, presentaron la exposición MAKHU: Vende Tela, Compra Terra en la Galería de Arte Contemporáneo SBC en Montreal, comisariada por Ibã y Dinato, el tema central se basó en el uso del arte visual como arma en la lucha por la autonomía política, ecológica y cultural del pueblo Huni Kuin.
Inauguraron, en 2023, la exposición Mirações en el Museo de Arte de São Paulo, que reunió cerca de 120 pinturas y dibujos en papel y lienzo, tres de ellos producidos para la muestra, por encargo del museo, además de esculturas, grabaciones de audio de cánticos, un vídeo documental y una pintura de gran formato elaborada directamente en los laterales de la escalera roja del museo. Ese mismo año, el grupo presentó Coreografias do Impossível, en la 35ª Bienal de São Paulo, que consistía en una serie de 18 pinturas nuevas, cada una de 220 centímetros de ancho por 260 centímetros de alto, dispuestas una al lado de la otra en un formato semicircular que cubría el cierre de la rampa del piso púrpura en formato continuo.
En 2024, el colectivo fue invitado a participar por primera vez en la 60.ª Bienal de Venecia, Extranjeros en todas partes, donde ganaron reconocimiento al presentar una pintura de 750 m cuadrados en la fachada del pabellón central de la Bienal, titulada Kapewë Pukeni (puente-caimán), envolviendo al espectador en el mito de origen de Huni Kuin. El mito cuenta la historia de la separación intercontinental entre los pueblos y la consolidación de la identidad Huni Kuin. De este modo, Kapewë Pukeni se convierte en una imagen central para reforzar los vínculos entre extranjeros en todo el mundo y el papel del arte como medio de resistencia.